# Деловой двор (Москва)
«Делово́й дво́р» (Дом Металлу́ргов) — гостинично-административный комплекс на Славянской площади в Москве. Был построен в 1911—1913 годах архитектором Иваном Кузнецовым по заказу промышленника Николая Второва. По состоянию на 2018 г. комплекс занимают коммерческие организации.

## История
Территория Китай-города издавна считалась торговой частью Москвы, но к началу XX века существующая малоэтажная застройка района не соответствовала требованиям оптовой торговли. Для размещения просторных складских и офисных помещений в 1911 году промышленник Николай Второв арендовал у Воспитательного дома пустырь
по соседству с церковью Всех Святых на Кулишках. Он решил возвести на этом месте административно-гостиничный центр. Работы велись под руководством архитектора Ивана Кузнецова, разработавшего проект в рациональных формах. В строительстве применяли железобетонные каркасные конструкции, что позволило создать просторные помещения со свободной планировкой. Из-за особенностей грунта архитектор использовал массивные сваи, которые поддерживали фундамент. Ещё до окончания строительных работ все офисы общей площадью более пятнадцати тысяч саженей были сданы в аренду. Управление комплексом поручили Василию Недачину, который являлся директором правления Товарищества Варваринских торговых помещений. Среди арендаторов числились мануфактуры Николая Коншина и Ивана Коновалова, конторы семьи Рябушинских.
Основная часть комплекса открылась 16 марта 1912 года, через год начала действовать и гостиница, о чём в газетах дали следующее объявление:

 Важное сообщение. Великолепное помещение, масса света и воздуха, полный новейший комфорт и прекрасный стол дешево можно иметь всем приезжающим в Москву в новой грандиозной гостинице «Деловой Двор», в центре города, на Варварской площади. Цены: 100 комнат от 2 руб. до 3 руб., почти столько же от 3 руб. 50 коп., с бельем и электрическим освещением. Горячая вода и телефоны в каждой. Отличная кухня и вина.
 Тем не менее отделочные и строительные работы продолжались вплоть до 1914 года. Отель состоял из 350 номеров, в каждый из которых провели электричество, телефонную связь. Также в здании обустроили офисы, магазины, бильярдную, библиотеку, телеграф, выставочные залы и складские помещения, оборудованные новейшими приспособлениями для перемещения грузов. Кроме того, здание использовали для проведения художественных выставок. Так, в 1913-м в его залах проходила выставка Московского археологического института, посвящённая древнерусскому искусству.
После Октябрьской революции «Деловой двор» занял 4-й Дом Советов, где проживали служащие Народного комиссариата путей сообщения. По воспоминаниям современников, в некоторых комнатах установили по шестьдесят коек для командированных в Москву периферийных работников. Вплоть до 1918-го Николай Второв продолжал работать в своём кабинете в офисной части здания, где в мае того же года он был застрелен.
В начале 1920-х годов в гостиничных номерах, сохранивших богатое убранство, разместили отель для иностранных туристов. Известно, что в этот период в здании проживал американский журналист Джон Рид, также в качестве английского подданного в отеле был прописан аферист Николай Савин. Некоторое время в офисной части находился кабинет комиссара по делам торговли Виктора Ногина, после смерти которого в 1924-м напротив дома установили памятник по проекту скульпторов Ивана Шадра, Николая Андреева, Сергея Меркурова. К 1930-м годам здание передали в ведение ВСНХ и Народного комиссариата тяжёлой промышленности, в строении также находился ряд трестов. В разное время в стенах дома работали Валериан Куйбышев, Григорий Орджоникидзе, Феликс Дзержинский, Иван Тевосян и другие видные политические деятели. Позднее на стене комплекса установили соответствующие мемориальные доски.
В 1934 году в южной части участка позади главного дома под руководством архитектора Дмитрия Чечулина возвели четырёхэтажное здание поликлиники. Западный и южный фасады нового корпуса украсили массивными пилястрами, промежутки между которыми заполнили барельефами на медицинскую и физиотерапевтическую тематику. Скульптурные группы выполнили по эскизам художников И. Ф. Рахманова, Г. И. Кепикова, А. А. Мануйловых и других. По состоянию на 2015 год комплекс «Делового двора» получил название «Дом Металлургов», его помещения арендовали рестораны, административные и коммерческие службы. В процессе работ в южной части Славянской площади в рамках проекта «Моя улица» рядом с бизнес-центром археологи обнаружили остатки кирпичного моста, располагавшегося в XVI—XVII веках перед Варварскими воротами.

## Архитектура
Пятиэтажное здание «Делового двора» является одной из доминант Славянской площади. Многие исследователи указывают, что строгое оформление комплекса соответствует формам, предопределившим развитие конструктивизма. Центр дома выделен аркой, ведущей во двор. Над ней расположены колоссальные кронштейны, которые поддерживают неоклассический портик, увенчанный фронтоном. Предположительно, угловая композиция здания составляла пару Варваринской башне Китайгородской стены, стоявшей по соседству на момент возведения дома.
Оформление центральной части дома визуально контрастирует с боковыми стенами здания, лишёнными декора. Строгие фасады ритмично разделены вертикальными столбами и межэтажными перекрытиями, которые перемежаются рядами горизонтальных окон. Левый торец комплекса акцентирован классической ротондой с колоннами коринфского ордера. Интерьеры парадной лестницы и офисных помещений оформили в неоклассическом стиле. Внутренняя планировка предусматривала залы, соединённые внутренними переходами для арендаторов нескольких помещений.